# Elasmus nigriscutellum
Elasmus nigriscutellum är en stekelart som beskrevs av Girault 1912. Elasmus nigriscutellum ingår i släktet Elasmus och familjen finglanssteklar. Inga underarter finns listade i Catalogue of Life.